# جهنگی سیدان
جهنگی سیدان (به انگلیسی: Jhangi Sayedan) یک منطقهٔ مسکونی در پاکستان است که در اسلام‌آباد واقع شده‌است.